# 8492 Кікуока
8492 Кікуока (8492 Kikuoka) — астероїд головного поясу, відкритий 21 січня 1990 року.
Тіссеранів параметр щодо Юпітера — 3,400.